# 桐生警察署
桐生警察署（きりゅうけいさつしょ）は、群馬県警察が管轄する警察署の一つである。

## 沿革
- 1965年（昭和40年）2月 - 現在地（清瀬町）へ移転する。
- 1994年（平成6年）3月 - 庁舎を改築する。
- 2011年（平成23年）3月16日 - 大間々警察署を統合し、当署の大間々分庁舎に組織変更。

## 組織
- 警務課 - 警務係、警察安全相談係、犯罪被害者支援係
- 留置管理課 - 留置管理係
- 会計課 - 会計係
- 生活安全課 - 生活安全係
- 地域課 - 地域係
- 刑事第一課 - 総務係、刑事係、鑑識係
- 刑事第二課 - 総務係、刑事係
- 交通課 - 交通係
- 警備課 - 警備係

## 分庁舎
- 大間々分庁舎（みどり市大間々町桐原1563）

## 交番・駐在所
| 交番・駐在所 | 所在地                        | 管轄区域               | 管轄区域                                                                       |
| ------------ | ----------------------------- | ---------------------- | ------------------------------------------------------------------------------ |
| 本町交番     | 桐生市 本町3丁目6-35          | 1区、2区               | 本町1丁目～6丁目、横山町、東町、泉町                                           |
| 本町交番     | 桐生市 本町3丁目6-35          | 5区、6区               | 浜松町1丁目～2丁目、仲町1丁目～3丁目                                           |
| 本町交番     | 桐生市 本町3丁目6-35          | 10区の大部分           | 平井町、天神町1丁目～3丁目、西久方町1丁目～2丁目                               |
| 東交番       | 桐生市 東3丁目3-26            | 7区                    | 東1丁目～7丁目                                                                 |
| 東交番       | 桐生市 東3丁目3-26            | 10区の一部             | 東久方町1丁目～3丁目                                                           |
| 駅前交番     | 桐生市 宮前町2丁目10-1        | 3区                    | 錦町1丁目～3丁目、美原町、清瀬町、稲荷町、織姫町、桜木町、川岸町、旭町、高砂町 |
| 駅前交番     | 桐生市 宮前町2丁目10-1        | 8区                    | 末広町、宮前町1丁目～2丁目、巴町1丁目～2丁目、元宿町、堤町1丁目～3丁目         |
| 駅前交番     | 桐生市 宮前町2丁目10-1        | 9区                    | 永楽町、小曾根町、宮本町、宮本町1丁目～4丁目                                   |
| 境野町交番   | 桐生市 境野町1丁目1273-1      | 4区                    | 新宿1丁目～3丁目、三吉町1丁目～2丁目、小梅町、琴平町                           |
| 境野町交番   | 桐生市 境野町1丁目1273-1      | 11区                   | 境野町1丁目～7丁目                                                             |
| 広沢町交番   | 桐生市 広沢町4丁目1882-1      | 12区、13区             | 広沢町1丁目～7丁目、広沢町間ノ島                                               |
| 相生町交番   | 桐生市 相生町2丁目860-6       | 15区、18区             | 相生町1丁目～5丁目                                                             |
| 笠懸町交番   | みどり市 笠懸町阿左美1483-6   | みどり市笠懸町         | 阿左美、久宮、鹿、西鹿田                                                       |
| 赤城駅前交番 | みどり市 大間々町大間々2394-5 | みどり市大間々町の一部 | 大間々、桐原、高津戸                                                           |
| 梅田駐在所   | 桐生市 梅田町2丁目266-1       | 14区                   | 梅田町1丁目～5丁目                                                             |
| 梅田駐在所   | 桐生市 梅田町2丁目266-1       | 17区の一部             | 菱町5丁目                                                                      |
| 川内駐在所   | 桐生市 川内町3丁目522-2       | 16区                   | 川内町1丁目～5丁目                                                             |
| 菱町駐在所   | 桐生市 菱町2丁目1843-11       | 17区の大部分           | 菱町1丁目～4丁目                                                               |
| 浅原駐在所   | みどり市 大間々町浅原1531     | みどり市大間々町の一部 | 浅原、塩原、小平、塩沢、長尾根、上神梅、下神梅                                 |
| 新川駐在所   | 桐生市 新里町新川2056-1       | 21区                   | 新川                                                                           |
| 新川駐在所   | 桐生市 新里町新川2056-1       | 19区                   | 奥沢、大久保                                                                   |
| 小林駐在所   | 桐生市 新里町小林71-1         | 19区                   | 赤城山、板橋、関、高泉、鶴ヶ谷（上鶴ヶ谷）                                     |
| 小林駐在所   | 桐生市 新里町小林71-1         | 20区                   | 鶴ヶ谷（下鶴ヶ谷）、山上、小林、武井、野                                       |
| 水沼駐在所   | 桐生市 黒保根町水沼210-2      | 22区                   | 水沼、八木原、上田沢、下田沢、宿廻                                             |
| 花輪駐在所   | みどり市 東町花輪246          | みどり市東町           | 花輪、荻原、小中、小夜戸                                                       |
| 沢入駐在所   | みどり市 東町沢入531          | みどり市東町           | 沢入、草木、神戸、座間                                                         |